# Dave Jones (calciatore 1956)
David Robert Jones (Liverpool, 17 agosto 1956) è un ex calciatore e allenatore di calcio inglese, di ruolo terzino.

## Palmarès

### Giocatore

#### Competizioni nazionali
- Premier League (Hong Kong): 2

Seiko: 1981-1982, 1982-1983
- Hong Kong Football Association Cup: 1

Seiko: 1980-1981